# Verdrag van Wehlau

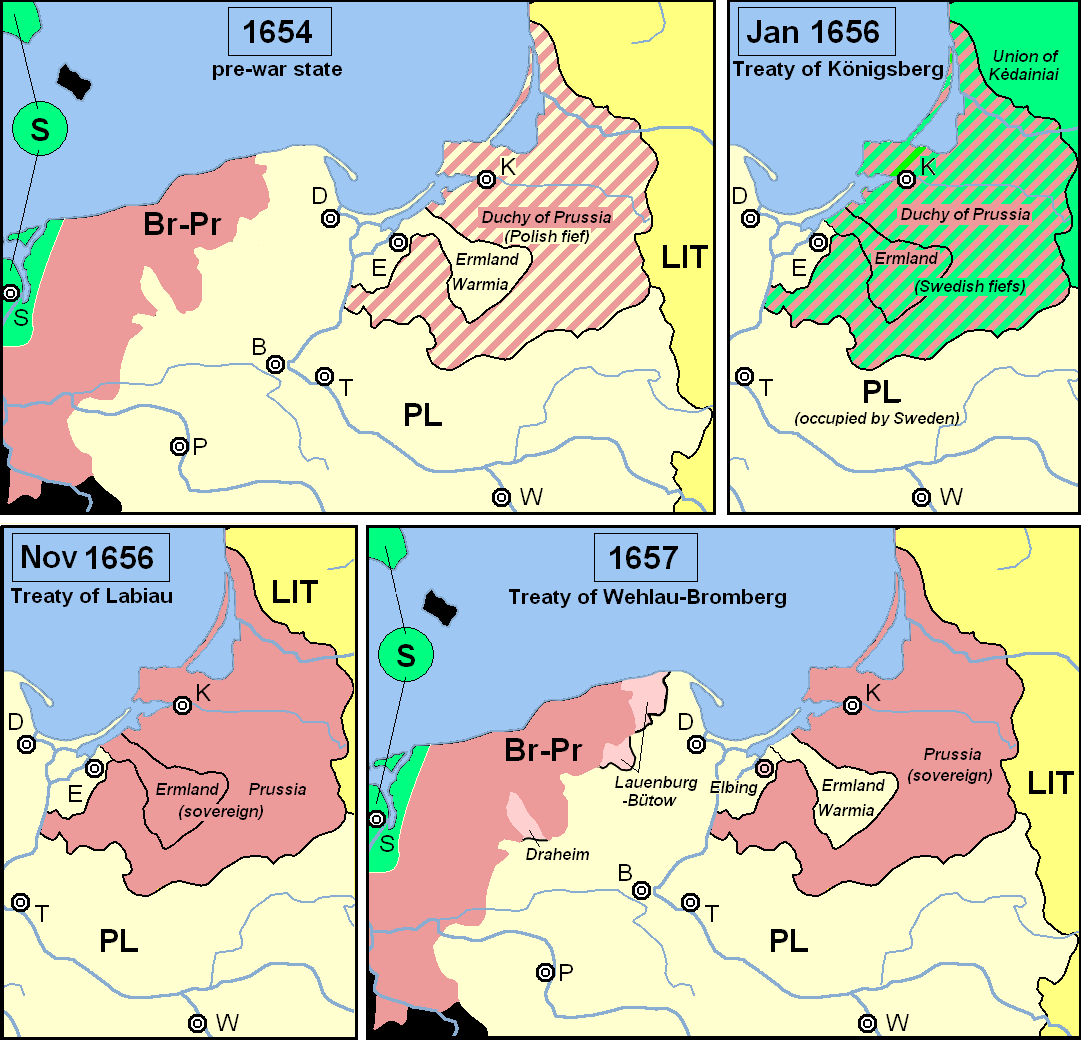
Ontwikkeling van Pruisen.

Het Verdrag van Wehlau werd op 19 september 1657 gesloten in Wehlau tussen Frederik Willem I, de keurvorst van Brandenburg-Pruisen en de Poolse koning Jan II Casimir. 
In het verdrag verzaakte de Poolse koning de leenhorigheid over het hertogdom Pruisen en stond de suzereiniteit af aan de hertog van Pruisen, die in ruil zijn alliantie met de Zweedse koning opzegde. De hertog kreeg de gebieden Lauenburg en Bütow waardoor de stad Elbing nu onder Pruisisch bewind stond. 
Het gebied Pruisen bestond al sinds het Verdrag van Thorn in 1466 als Duitse Ordestaat en later in 1525 als hertogdom onder Poolse leenhorigheid. De Brandenburgse keurvorst Frederik Willem, die in personele unie ook hertog van Pruisen was, bewaarde in de Tweede Noordse Oorlog (1655-1660) tussen Zweden en Polen aanvankelijk zijn neutraliteit, maar verried dan zijn Poolse suzerein in 1566 in het Verdrag van Koningsbergen en steunde hierin de Zweedse koning Karel X Gustaaf. Frederik Willem kreeg hiervoor Ermland van Zweden in de leen. Zweden deed afstand van de leenhorigheid na het Verdrag van Labiau als dank voor de militaire bijstand van de Pruisen in de Slag bij Warschau. 
Daar de situatie zich tegen Zweden keerde wisselde ook Frederik Willem weer van kamp, waardoor hij in het verdrag van Wehlau soevereiniteit kreeg over het hertogdom Pruisen, evenwel zonder Ermland. Dit werd nog bevestigd in het Verdrag van Bromberg en in 1660 werd dit door de andere Europese grootmachten nog erkend in het Verdrag van Oliva. 